# 星形截角截半立方體
星形截角截半立方體（stellatruncated cuboctahedron）是指經過星形截角的截半立方體，又稱為大截角截半立方體（great truncated cuboctahedron）。星形截角截半立方體是一種非凸均勻多面體，由26個面、72條邊和48個頂點組成，具有八面體群對稱性。對偶多面體為大四角化菱形十二面體。

## 性質
星形截角截半立方體共由26個面、72條邊和48個頂點組成，在其48個面中，有12個正方形、8個正六邊形和6個八角星，其中八角星的種類與星形截角立方體的八角星面相同，皆為施萊夫利符號記為{8/3}的八角星；:145星形截角截半立方體的6個八角星面與正八面體6個頂點面排列相同。12個正方形面中每3個正方形互相交叉並產生三角形的開口，每個正方形面皆有2次這種相交。這些三角形開口的側面是彼此互相相交的六邊形面。:145
在構成星形截角截半立方體的48個頂點中，每個頂點都是八角星、正方形和正六邊形的公共頂點，在頂點佈局中可以用8/3,4,6來表示。

### 分類
由於星形截角截半立方體的頂點圖為不等邊三角形且具備點可遞的特性，同時，其存在自相交的面，並可以透過星形正多面體進行廣義截角來構造，因此星形截角截半立方體是一種自相交截角擬正多面體（Self-Intersecting Truncated Quasi-Regular Polyhedra）。自相交截角擬正多面體一共有五種，分別為立方截角立方八面體、星形截角截半立方體、二十面截角十二面十二面體、截角截半大十二面體和大截角截半二十面體。這些立體由阿爾伯特·巴杜羅（Albert Badoureau）和約翰·皮奇（Johann Pitsch）於1881年發現並描述。

### 尺寸
若星形截角截半立方體的邊長為單位長，則其48個頂點為{\displaystyle \left(\pm {\tfrac {{\sqrt {2}}-1}{2}},\,\pm {\tfrac {1}{2}},\,\pm {\tfrac {2{\sqrt {2}}-1}{2}}\right)}的全排列，共6組，每組正負號組合共8個。
以這些頂點構成的星形截角截半立方體，外接球半徑為：
{\displaystyle R={\frac {\sqrt {13-6{\sqrt {2}}}}{2}}}

### 二面角
若星形截角截半立方體有三種二面角，分別為六邊形和正方形的二面角、八角星和六邊形的二面角以及八角星和正方形的二面角。
其中，六邊形和正方形的二面角的值為三分之六平方根的反餘弦值，約35.26度：
{\displaystyle \cos ^{-1}{\frac {\sqrt {6}}{3}}\approx 0.6154797\approx 35.264389683^{\circ }}
八角星和六邊形的二面角的值為三分之三平方根的反餘弦值，約54.7度：
{\displaystyle \cos ^{-1}{\frac {\sqrt {3}}{3}}\approx 0.9553166\approx 54.735610317^{\circ }}
八角星和正方形的二面角的值為負二分之二平方根的反餘弦值，為135度：
{\displaystyle \cos ^{-1}\left({-{\frac {\sqrt {2}}{2}}}\right)=135^{\circ }}

### 凸包
星形截角截半立方體的凸包是一種非均勻的大斜方截半立方體。其包含了兩種不同的邊長，比例為{\displaystyle 1:{\sqrt {2}}}。

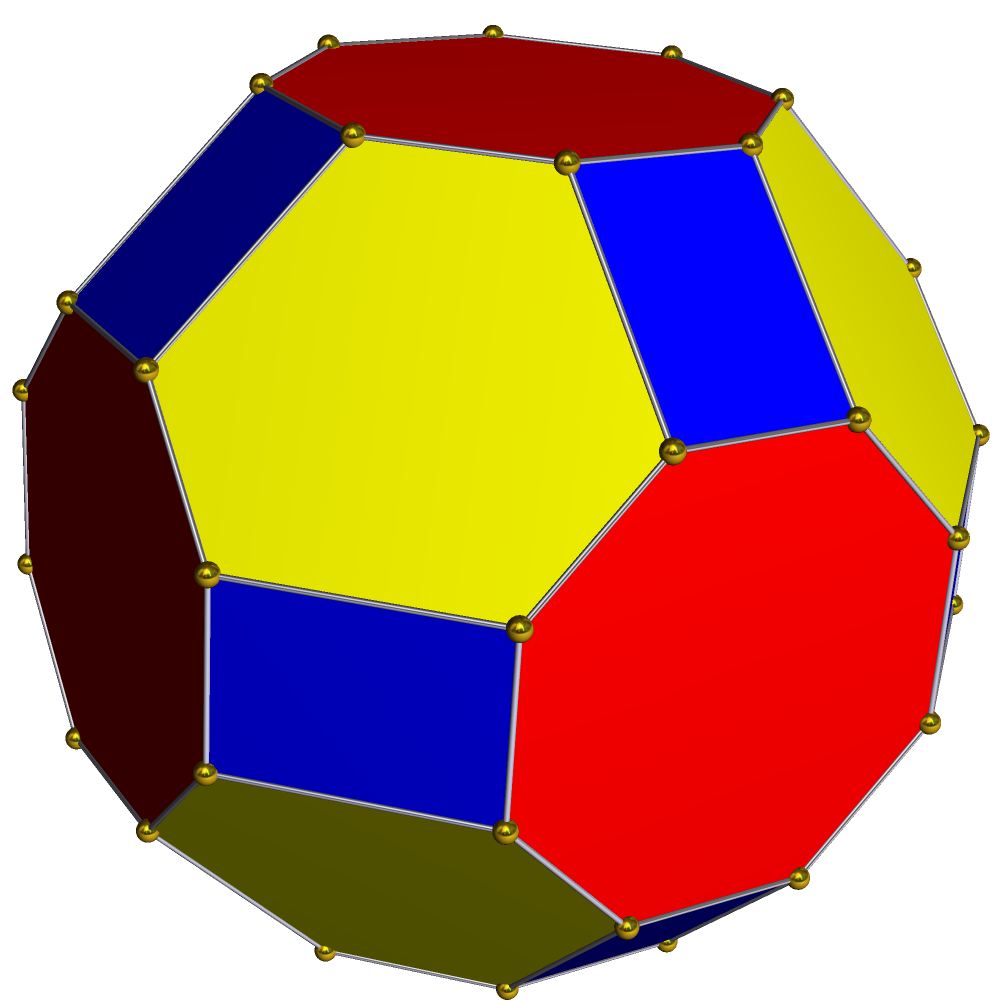
星形截角截半立方體的凸包
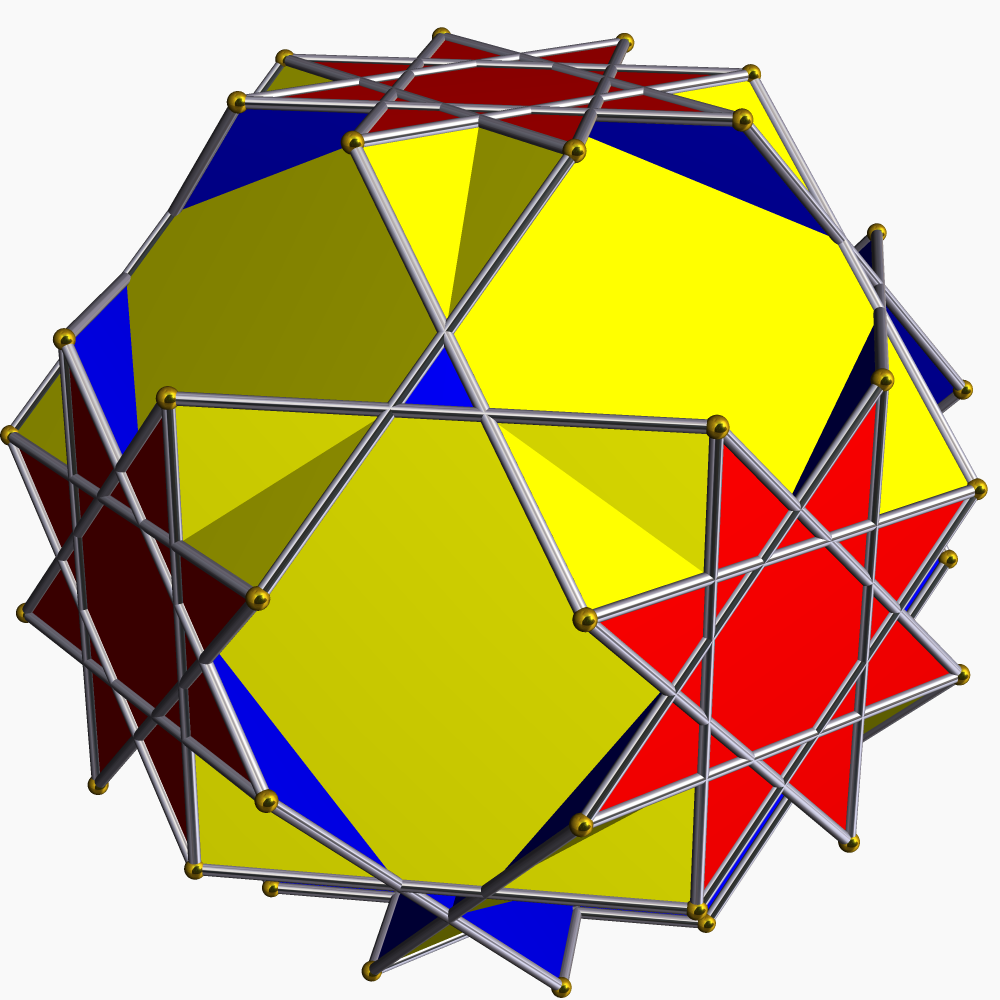
星形截角截半立方體

## 相關多面體
星形截角截半立方體與大斜方截半立方體拓樸同構。若將星形截角截半立方體的八角星面替換成八邊形面，就會轉變成大斜方截半立方體。

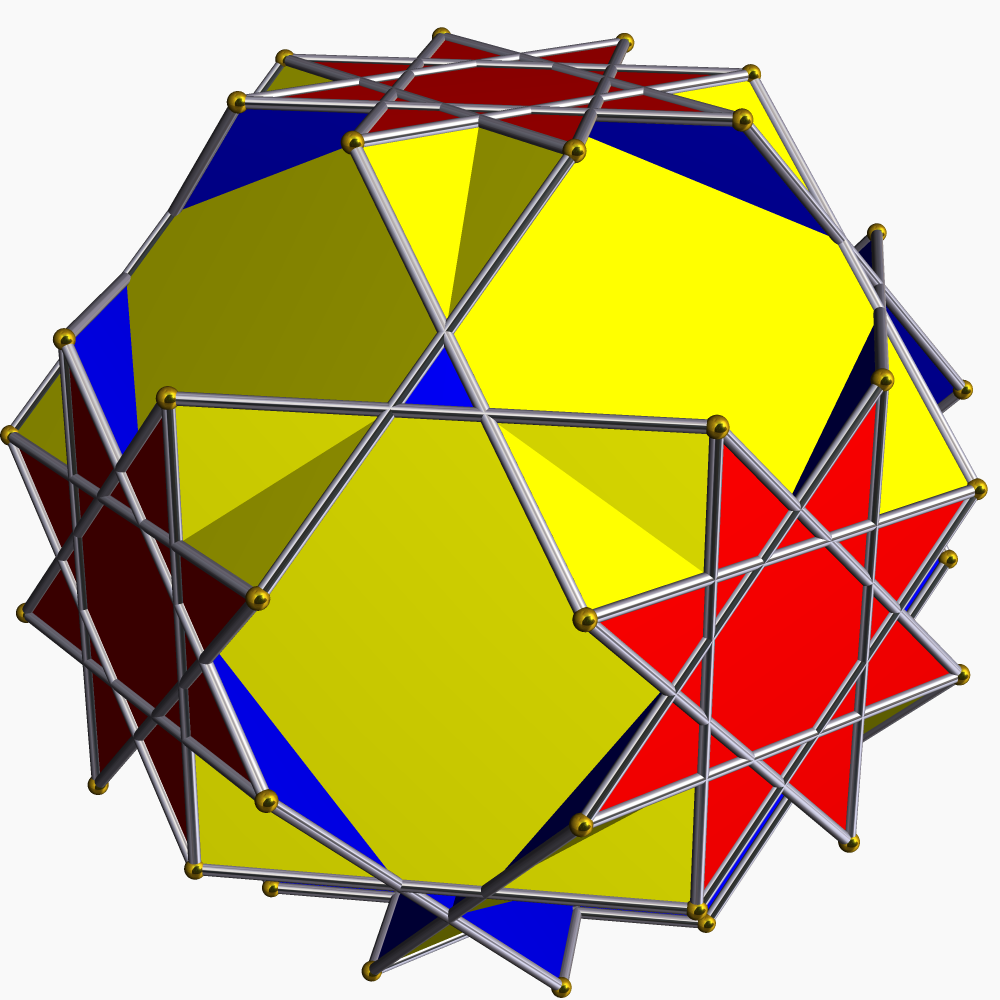
星形截角截半立方體
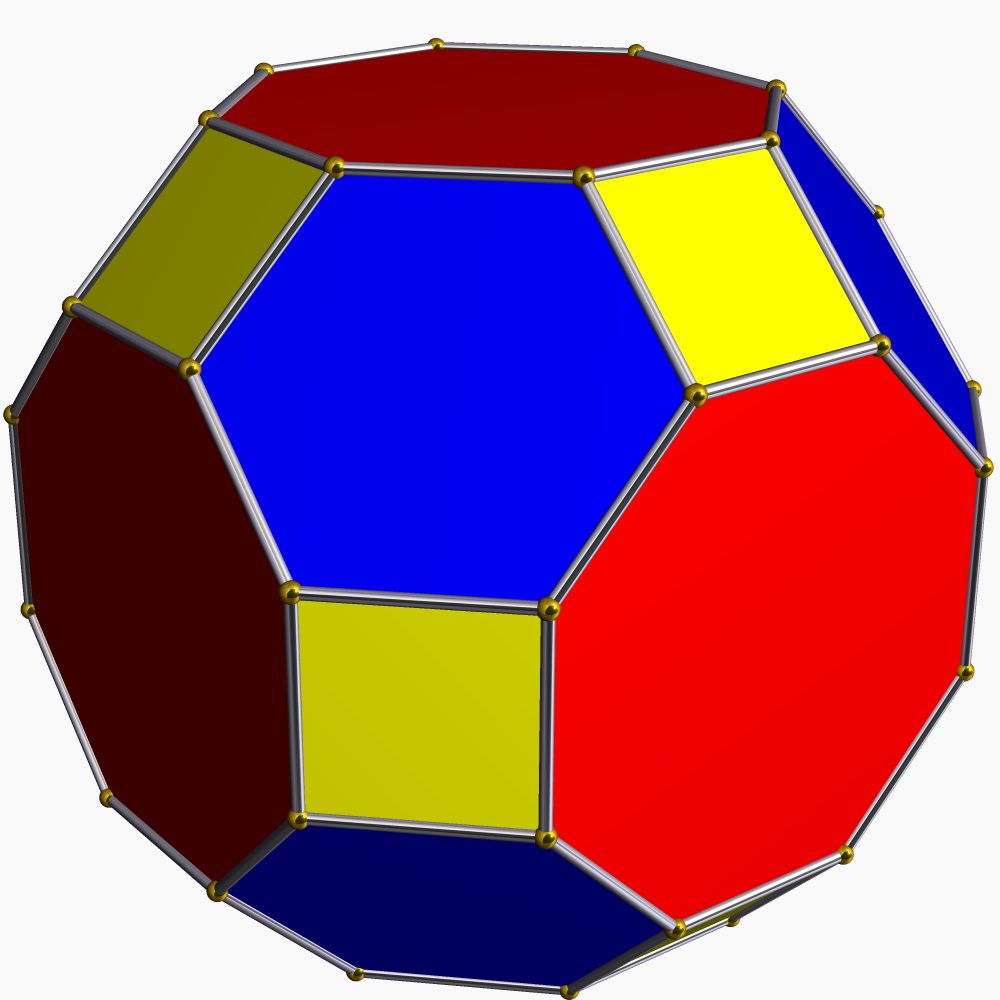
大斜方截半立方體